# Satī (rito)

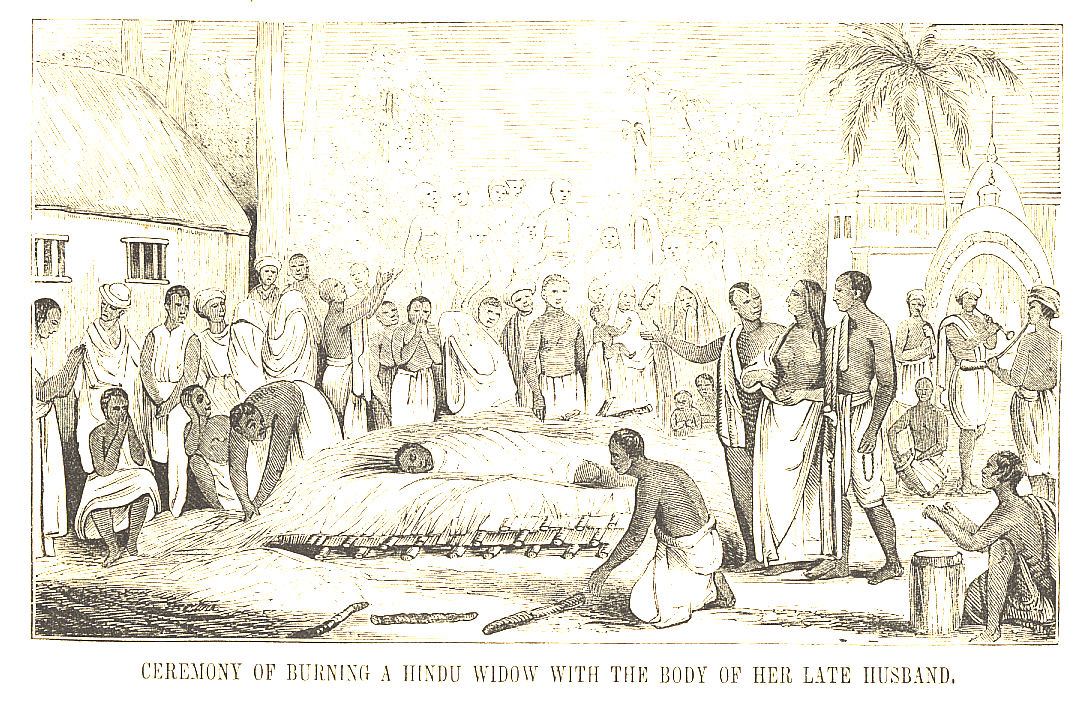
Cerimonia del rogo di una vedova indù insieme al corpo del marito defunto, Pictorial History of China and India, 1851

La satī (devanagari: सती) è una pratica funeraria, diffusa in India sino al XIX secolo, che prevedeva che, una volta morto il marito, la vedova si bruciasse viva sulla sua pira funeraria. Il rito era percepito come un atto di devozione verso il marito e solo le donne virtuose erano in grado di compierlo. Si diffuse soprattutto in epoca medievale tra le caste più elevate dei sacerdoti e dei militari. A partire dal 1829 la pratica fu vietata, ma si registrarono sporadici casi anche nel XX secolo.
Alcuni eventi storici contribuirono a rafforzare la sacralità del rito: durante il Medioevo, quando l'India induista era in guerra contro il Sultanato di Delhi, le mogli dei soldati morti si gettavano in massa nel fuoco, compiendo dei veri e propri suicidi collettivi (jauhar). Il loro intento era quello di conservare il proprio onore sotto la minaccia del nemico, e al giorno d'oggi esistono ancora dei canti popolari che esaltano il sacrificio estremo di quelle donne.

## Etimologia
Il termine sanscrito satī significa "fedele" o "virtuosa", e deriva da quello della dea omonima, sposa di Siva, che secondo la mitologia si immolò nel corso di un sacrificio del fuoco in quanto disonorata dal padre. Il termine è riferibile sia al sacrificio in sè, sia alle donne che lo compiono. Durante il colonialismo britannico in India si diffuse anche l'adattamento ortografico suttee, che oggi è però meno utilizzato.

## Entità del fenomeno
Secondo i resoconti della Compagnia britannica delle Indie orientali, tra il 1813 ed il 1828 si verificarono mediamente 600 casi di sati all'anno, ma l'entità del fenomeno diminuì costantemente nei decenni successivi. Dal 1947 ad oggi se ne sono contati circa 40.
La pratica delle sati fu proibita il 4 dicembre 1829 da lord William Bentinck, allora governatore dell'India, che decise di punire e reprimere l'atto come qualsiasi altro delitto. Chi era coinvolto nel suicidio della vedova, perché l'aveva minacciata o semplicemente convinta, veniva condannato alla pena capitale. Tuttavia in Rajputana (regione a ovest dell'India) la pratica era talmente diffusa che furono necessari numerosi anni per riuscire a proibirla del tutto. Nella città di Jaipur il rito fu abolito solo nel 1846.
Ancora oggi la pratica sati è vietata dalla legge nei paesi a maggioranza Indù (India e Nepal): può essere arrestato sia chi la promuove, sia chi assiste passivamente all'evento. La maggior parte dell'opinione pubblica è attualmente contraria al rito sati, perciò i fenomeni di pressione sulle vedove sono molto rari, nonostante ci siano ancora donne che tentano il suicidio sul rogo funerario del marito. Anant Sadashiv Altekar, autore di un libro sulle donne indù, racconta che nel 1946 sua sorella riuscì a gettarsi sul rogo del marito nonostante avesse figli e tutta la sua famiglia vi fosse contraria.

## Tipologie
I viaggiatori francesi Jean-Baptiste Tavernier e François Bernier, nel XVII secolo, e l'inglese Thomas Twining, nel XVIII secolo, lasciarono descrizioni estremamente dettagliate sulla morte delle sati, individuando tre diverse tipologie di attuazione del suicidio:
- nel nord dell'India si utilizzava un braciere di quattro metri quadrati, costruito con legna e canne di bambù che formavano un recipiente per contenere olio e altre sostanze grasse che velocizzavano la combustione. La donna veniva legata ad un palo affinché non potesse fuggire e se ciò nonostante ci fosse riuscita veniva ripudiata da tutta la sua famiglia;
- nel Bengala il braciere era costituito da paglia, giunchi e palme, ed era situato sulle rive del Gange. Dopo aver lavato le spoglie del marito, le vedove si purificavano con un bagno nel fiume, per poi farsi legare al corpo del marito defunto, ricoprire di combustibile e bruciare;
- nella costa sud-est, ma anche nel nord del paese, il braciere veniva collocato in una profonda fossa.

Bernier constatò anche che talvolta erano i familiari della donna a spingere la vedova nelle fiamme, desiderosi della sua eredità, ma talvolta il rito era completamente volontario, ed era eseguito con straordinaria fermezza.